# Anastasija Fiesikowa
Anastasija Walerjewna Fiesikowa, z domu Zujewa (ros. Анастасия Валерьевна Фесикова; ur. 8 maja 1990 w Woskriesiensku) – rosyjska pływaczka specjalizująca się w stylu grzbietowym, wicemistrzyni olimpijska, czterokrotna wicemistrzyni świata, dwukrotna mistrzyni Europy w wyścigu na 50 i 100 metrów stylem grzbietowym.
28 kwietnia 2009 roku podczas pływackich mistrzostw Rosji ustanowiła rekord świata na 50 m stylem grzbietowym, uzyskując czas 27,48 sek. 27 lipca 2009 na mistrzostwach świata w pływaniu w Rzymie ustanowiła rekord świata na dystansie 100 m stylem grzbietowym (58,48), który przetrwał tylko jeden dzień. 28 lipca 2009 Zujewa zajęła drugie miejsce w finale 100 m stylem grzbietowym, przegrała jedynie z Brytyjką Gemmą Spofforth, która z czasem 58,12 ustanowiła nowy rekord świata. Trzy dni później zdobyła również srebro na dystansie 200 m stylem grzbietowym.

## Sukcesy

### Mistrzostwa świata
- 2009 Rzym –  (100 m grzbietowym)
- 2009 Rzym –  (200 m grzbietowym)
- 2011 Szanghaj –  (50 m grzbietowym)
- 2011 Szanghaj –  (100 m grzbietowym)

### Mistrzostwa Europy
- 2008 Eindhoven –  (50 m grzbietowym)
- 2008 Eindhoven –  (100 m grzbietowym)
- 2008 Eindhoven –  (200 m grzbietowym)
- 2008 Eindhoven –  (sztafeta 4 × 100 m zmiennym)

## Rekordy świata
| Data          | Miejsce | Konkurencja              | Rezultat | Status                           |
| ------------- | ------- | ------------------------ | -------- | -------------------------------- |
| 27 lipca 2009 | Rzym    | 100 m stylem grzbietowym | 58,48 s  | do 28 lipca 2009 Gemma Spofforth |
| 29 lipca 2009 | Rzym    | 50 m stylem grzbietowym  | 27,38 s  | do 30 lipca 2009 Zhao Jing       |

## Odznaczenia
- Zasłużony Mistrz Sportu

## Życie prywatne
W sierpniu 2013 roku, Zujewa poślubiła rosyjskiego pływaka Siergieja Fiesikowa, a w 2014 r. urodziła swoje pierwsze dziecko.